# Cyrtomium lonchitoides
Cyrtomium lonchitoides är en träjonväxtart som beskrevs av Hermann Christ. Cyrtomium lonchitoides ingår i släktet Cyrtomium och familjen Dryopteridaceae. Inga underarter finns listade.